# Biografielijst E-Ea

## E
- E, pseudoniem van Mark Oliver Everett, (1966), Amerikaans zanger en liedjesschrijver
- Erick E, pseudoniem van Erick Eerdhuizen, (1969), Nederlands diskjockey
- Sheila E., pseudoniem van Sheila Escovedo, (1957), Amerikaans percussionist en zangeres

## Ead
- Eadbald (ca. 580-640), koning van Kent (616-640)
- Eadberht Præn, koning van Kent (796-798)
- Dominique Frances Eade (1958), Amerikaans jazzzangeres, -pianiste, muziekpedagoog en componist
- Bill Eadie (1947), Amerikaans worstelaar
- Eadmer (ca. 1055-ca. 1124), Angelsaksisch geestelijke en geschiedschrijver
- James Buchanan Eads (1820-1887), Amerikaans ingenieur en uitvinder
- George Coleman Eads III (1967), Amerikaans acteur
- Eadwig (941-959), Koning van Engeland (955-959)

## Eag

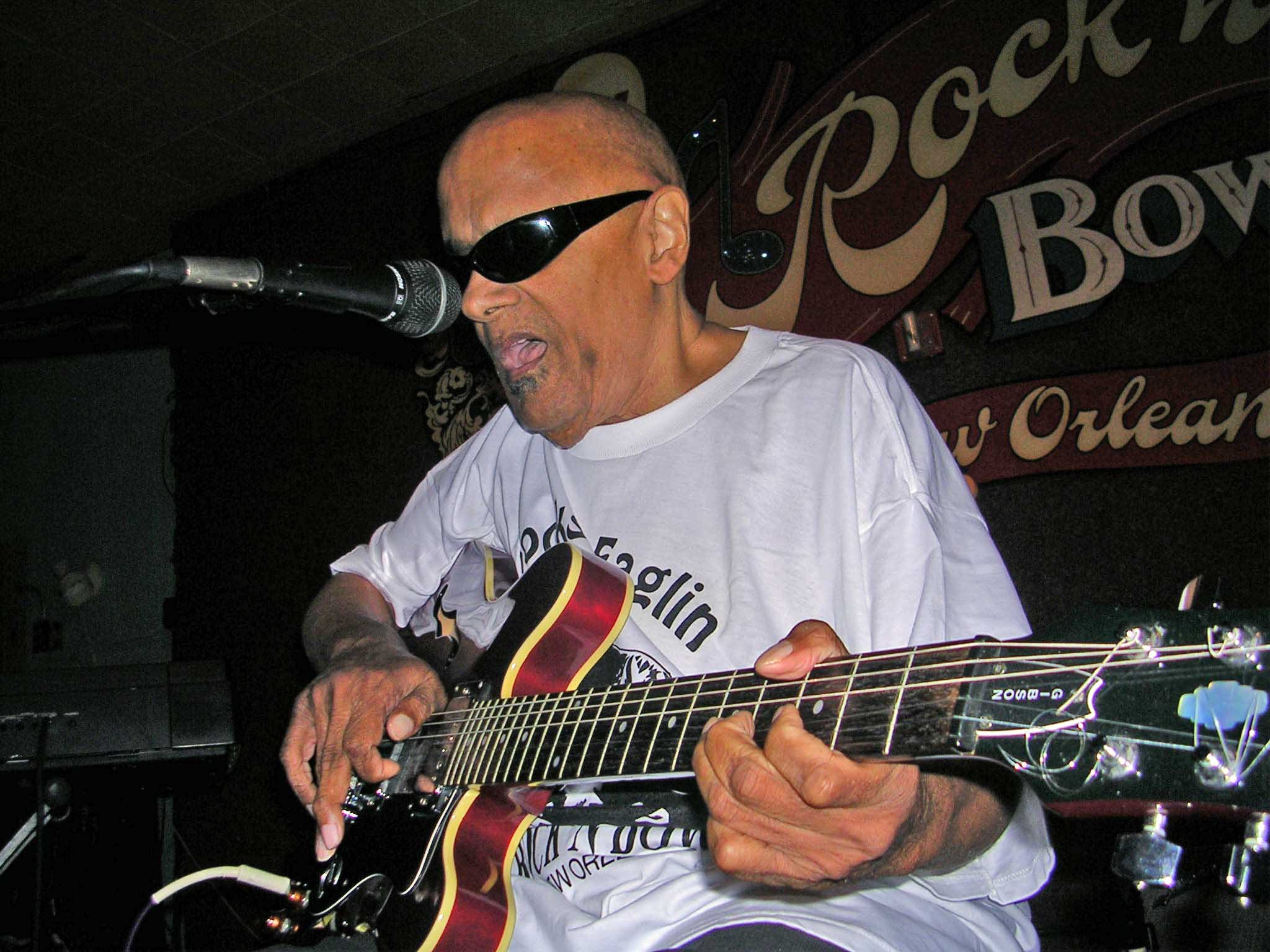
Fird (Snooks) Eaglin Jr. (2006)

- Edward Patrick Francis (Eddie) Eagan (1897-1967), Amerikaans sporter
- Amelia Jeannine (Jeanne) Eagels (1890-1929), Amerikaans actrice
- Eddy the Eagle, pseudoniem van Michael Edwards, (1963), Engels schansspringer
- Joshua Eagle (1973), Australisch tennisser
- Lawrence Sidney Eagleburger (1930-2011), Amerikaans diplomaat en politicus
- Eagle-Eye Cherry (1971), Zweeds artiest
- Bronwyn Eagles (1980), Australisch atlete
- Christopher (Chris) Eagles (1985), Engels voetballer
- Fred Eaglesmith, pseudoniem van Frederick John Elgersma, (1957), Canadees singer-songwriter
- Fird (Snooks) Eaglin Jr. (1936-2009), Amerikaans blueszanger en -gitarist

## Eak
- Bobbie Diane Eakes (1961), Amerikaans actrice
- Thomas Cowperthwait Eakins (1844-1916), Amerikaans kunstschilder, beeldhouwer en fotograaf

## Eal

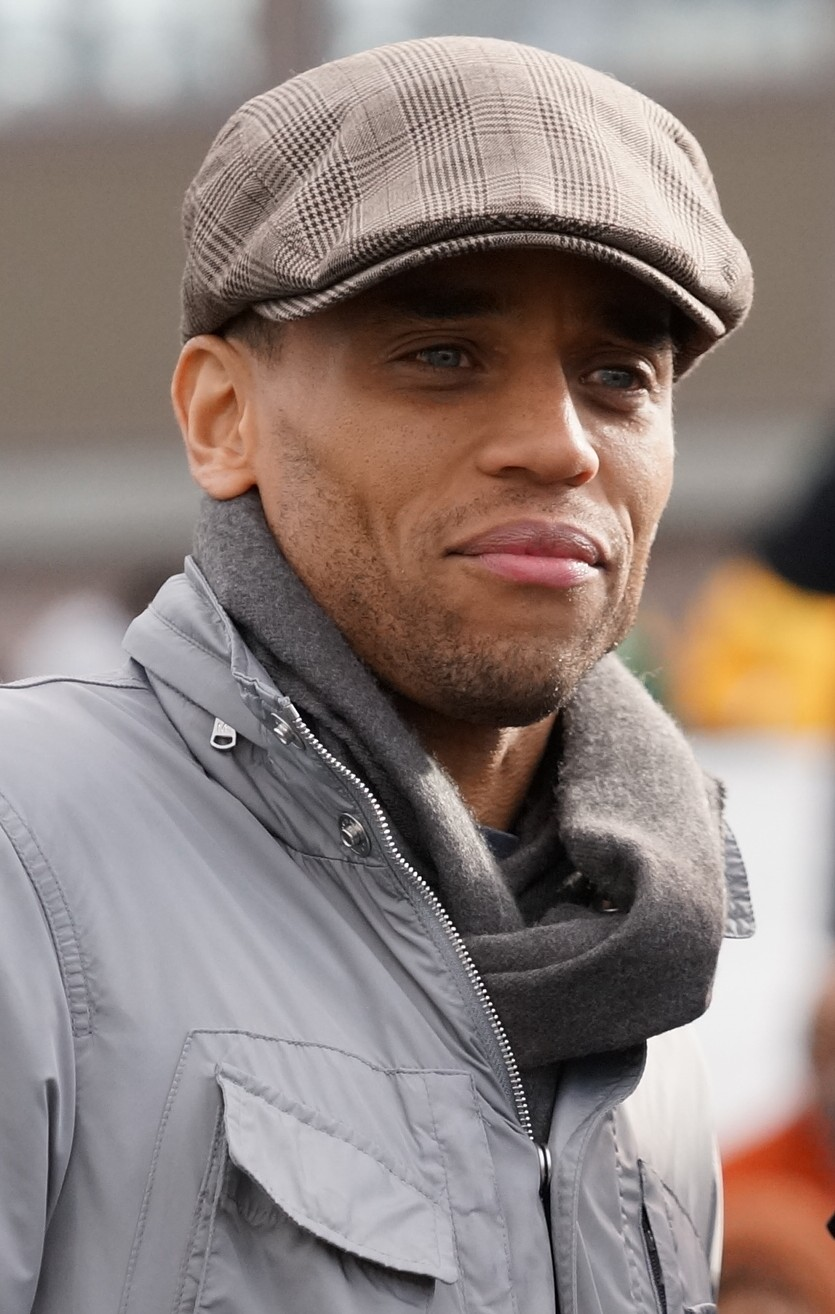
Michael Ealy, 2012

- Paul Martyn Eales (1963), Engels golfer
- Ealhmund (+827), Koning van Kent (784-827)
- Ealhswith (ca. 852-905), Adellijk dochter uit Mercia
- José Iraragorri Ealo (1912-1983), Spaans voetballer
- Michael Ealy (1973), Amerikaans acteur

## Eam
- Charles Ormond Eames Jr. (1907-1978), Amerikaans grafisch ontwerper, architect en filmregisseur
- Marion Eames (1921-2007), Brits bibliothecaresse en radioproducente en Welsh schrijfster
- Ray-Bernice Alexandra Kaiser Eames (1912-1988), Amerikaans artieste, grafisch ontwerpster, architecte en filmregisseuse
- Eamon Doyle (1984), Amerikaans zanger

## Ean
- António dos Santos Ramalho Eanes (1935), Portugees officier en politicus
- Gil Eanes (14e eeuw), Portugees ontdekkingsreiziger
- Eanfled (626-ca. 685), Brits prinses en heilige
- Eannatum van Lagaš (2454-2425 v.Chr.), ensi van Lagas

## Ear

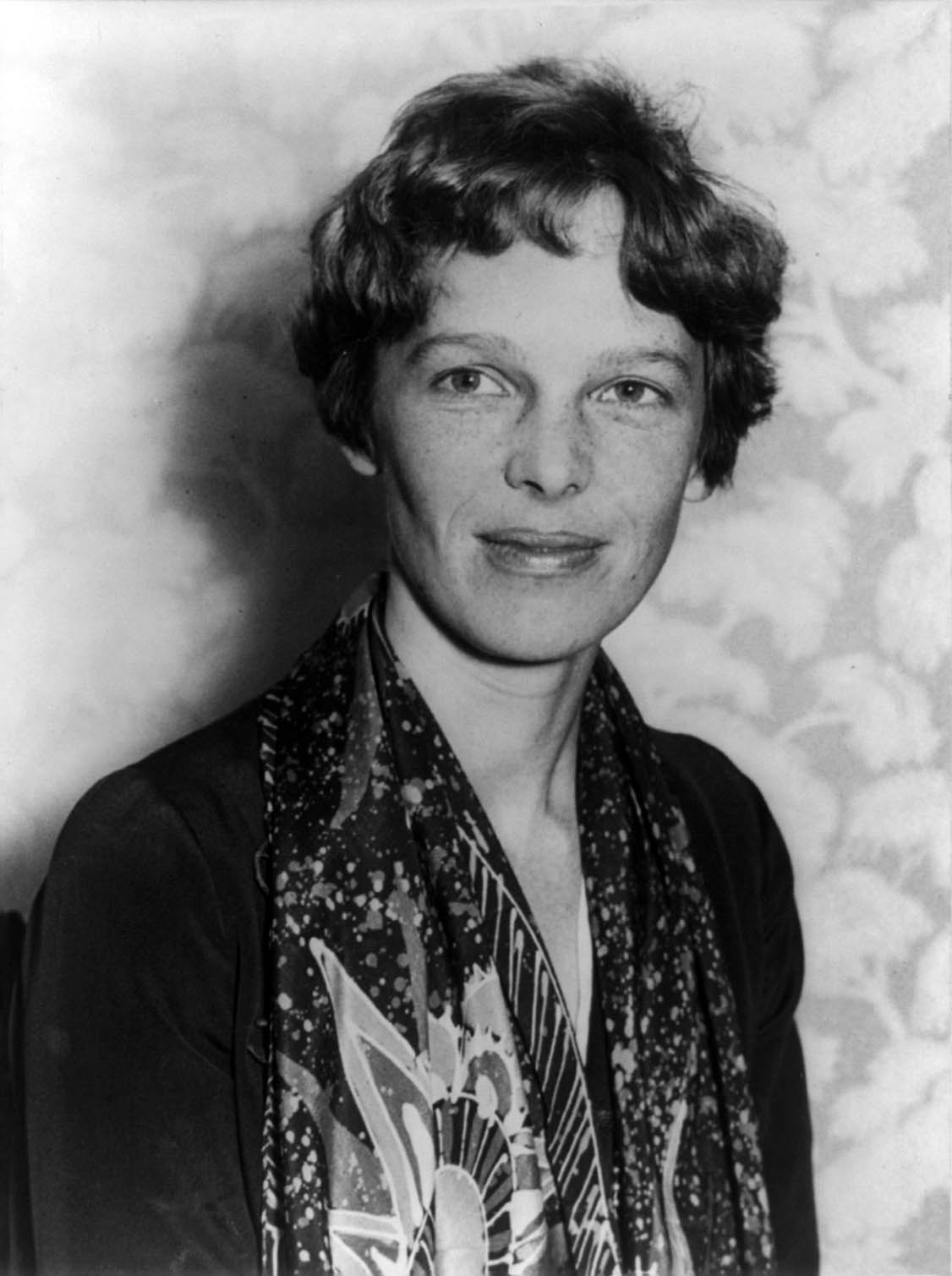
Amelia Earhart

- Earconbert (na 618-664), koning van Kent (640-664)
- Joni Eareckson Tada (1949), Amerikaans auteur en zangeres
- Luke Eargoggle, pseudoniem van Lukas Pettersson, Zweeds elektromuziekproducent
- Amelia Earhart (1897-1937), Amerikaans luchtvaartpionier
- Athol Earl (1952), Nieuw-Zeelands roeier
- Franklin Sumner Earle (1856-1929), Amerikaans mycoloog
- Jason Daniel Earles (1977), Amerikaans acteur
- Martin Earley (1962), Iers wielrenner
- Joseph Early (1933-2012), Amerikaans politicus
- Jubal Anderson Early (1816-1894), Amerikaans militair
- Dale Earnhardt (1951-2001), Amerikaans autocoureur
- Dale Earnhardt jr. (1974), Amerikaans autocoureur
- Eleri Earnshaw (1985), Welsh voetbalster
- Robert Earnshaw (1981), Welsh voetballer van Zambiaanse komaf
- Wyatt Berry Stapp Earp (1848-1929), Amerikaans boer, bizonjager, gokker, sheriff, saloonhouder en mijnwerker

## Eas

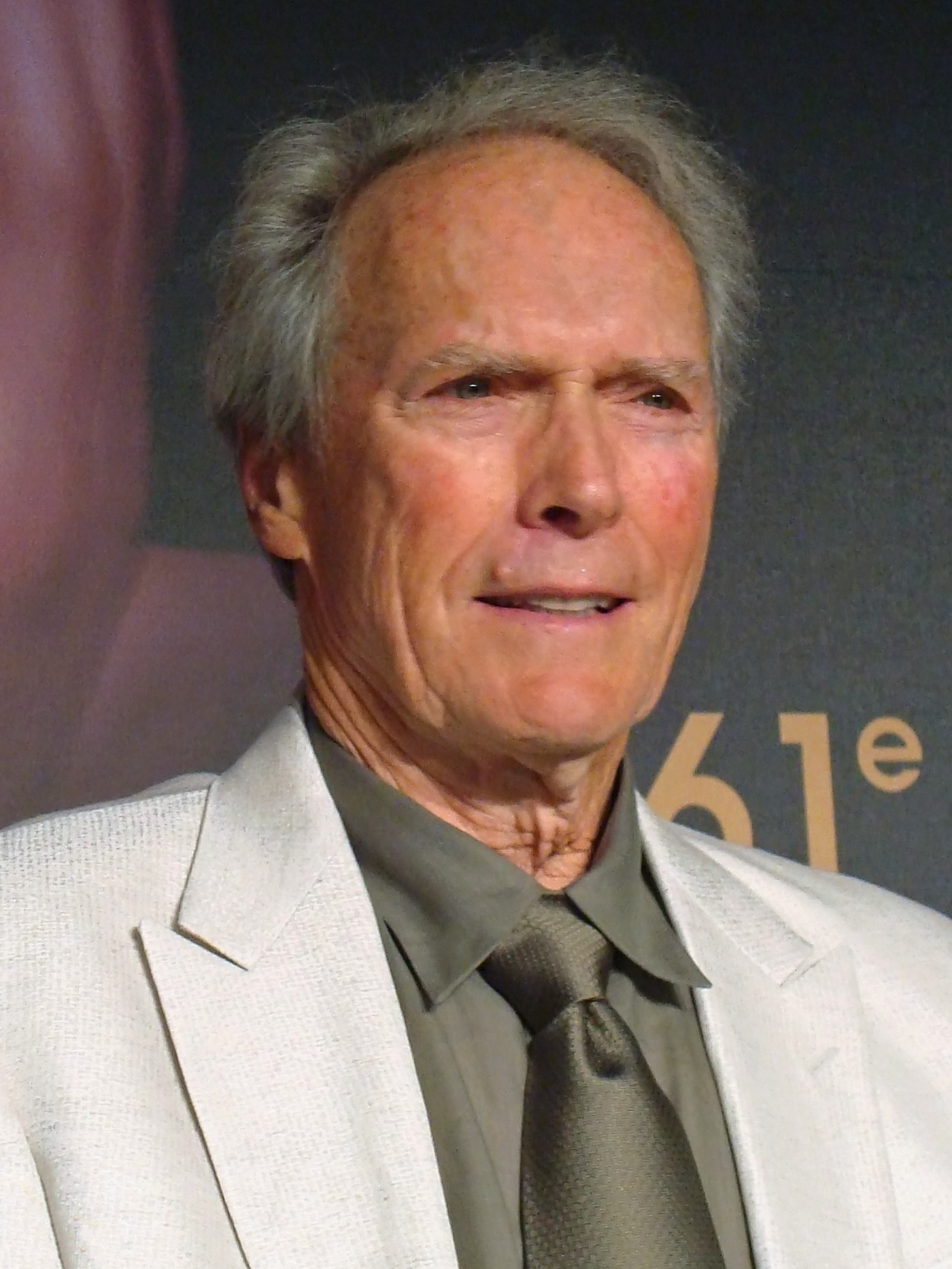
Clint Eastwood, 2008

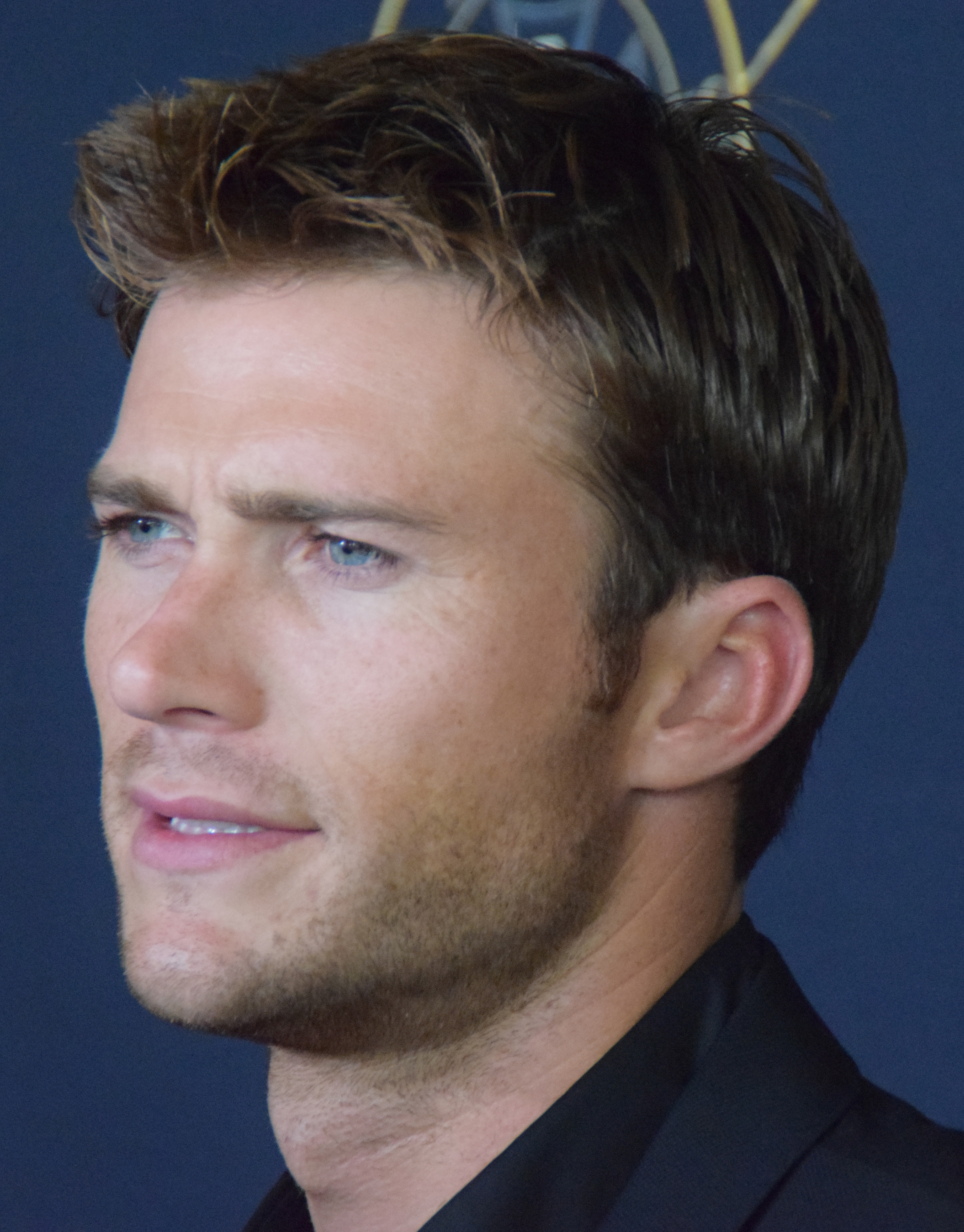
Scott Eastwood, 2015

- Ruairí Mac Easmainn, bekend als Roger Casement, (1864-1961), Iers dichter, patriot, revolutionair en nationalist
- Anna van East Anglia (ca. 590-654), koning van het Koninkrijk East Anglia (635 -654)
- Wehha van East Anglia (+ca. 571), koning van East Anglia
- Leslie Easterbrook (1949), Amerikaans actrice
- William Easterly (1957), Amerikaans ontwikkelingseconoom
- Peter Eastgate (1985), Deens pokerspeler
- Benjamin Bangs (Ben) Eastman (1911-2002), Amerikaans atleet
- Charles Alexander Eastman, bekend als Ohiyesa, (1858-1939), Sioux-Amerikaans auteur, arts en politiek hervormer
- Edward (Monk) Eastman (1875-1920), Amerikaans gangster
- George Eastman (1854-1932), Amerikaans uitvinder en ondernemer
- Kevin Brooks Eastman (1962), Amerikaans stripauteur
- Rodney Eastman (1967), Canadees acteur en muzikant
- Craig Leon Eastmond (1990), Engels voetballer
- Cornelis Easton (1864-1929), Nederlands journalist en populair-wetenschappelijk schrijver
- David Easton (1917-2014), Canadees politiek wetenschapper
- Rex Easton (1913-1974), Amerikaans autocoureur
- Sheena Easton, pseudoniem van Sheena Shirley Orr, (1959), Schots-Amerikaans actrice en zangeres
- Ted Easton, pseudoniem van Theo van Est, (1932-1990), Nederlands jazzmuzikant
- Tim Easton (1966), Amerikaans gitarist en singer-songwriter
- Charlie Eastwood (1995), Noord-Iers autocoureur
- Clinton (Clint) Eastwood (1930), Amerikaans filmacteur, filmproducent, filmregisseur en politicus
- Freddy Eastwood (1983), Welsh voetballer
- Scott Eastwood (1986), Amerikaans acteur en filmproducent

## Eat

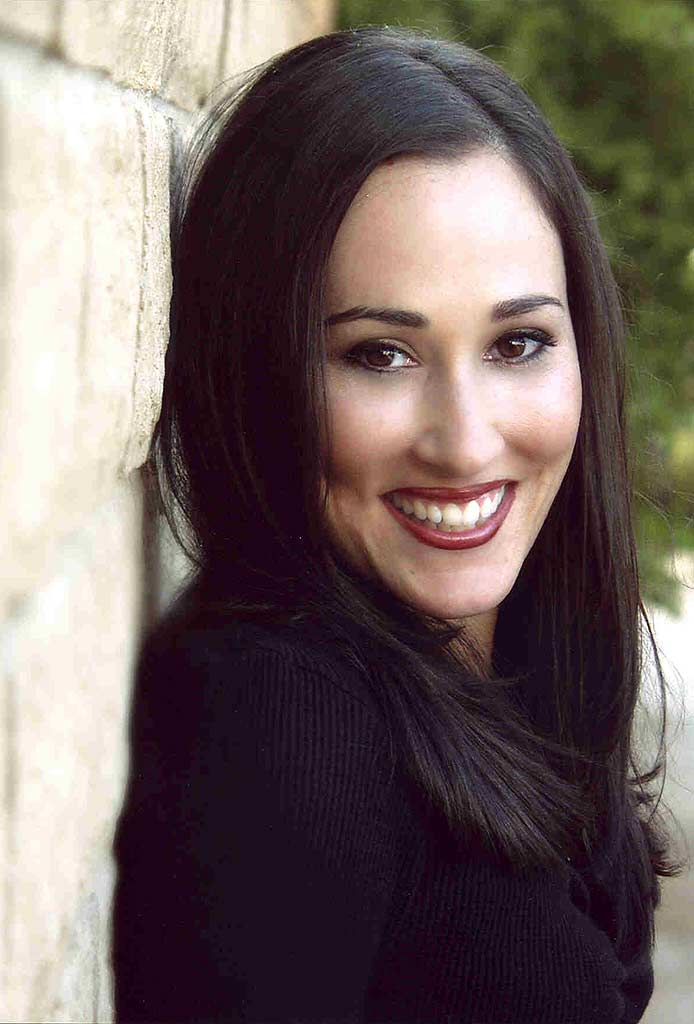
Meredith Eaton

- Abbie Eaton (1992), Brits autocoureur
- Ashton Eaton (1988), Amerikaans atleet
- Cleveland Eaton (1939-2020), Amerikaans muzikant, arrangeur en componist
- George Ross Eaton (1945), Canadees Formule 1-coureur
- Kenny Eaton (1916-1980), Amerikaans autocoureur
- Meredith Eaton (1974), Amerikaans actrice

## Eav
- Kaing Guek Eav, bekend als Kameraad Duch, (1942-2020), Cambodjaans gevangenisdirecteur

## Eaz
- Eazy-E, pseudoniem van Eric Lynn Wright, (1963-1995), Amerikaans rapper, muziekproducent en platenbaas